# Ancistrocarphus keilii
Ancistrocarphus keilii là một loài thực vật có hoa trong họ Cúc. Loài này được Morefield mô tả khoa học đầu tiên năm 2004.